# DZT Tymińscy
DZT Tymińscy war ein polnischer Hersteller von Kfz-Teilen in Baciki Średnie (Landkreis Siemiatycze). Seit 2009 werden Fahrzeuge in Lublin hergestellt.
Das Unternehmen wurde im Jahr 1990 durch die Übernahme von Genossenschaftswerken in Siemiatycze gegründet, wo die Polsterausstattung für den Polski Fiat 125p und Teile für den FSO Polonez hergestellt wurden. Derzeit werden Autoteile und Zubehör für mehrere Hersteller gefertigt. Im Jahr 2010 hatte das Unternehmen rund 170 Mitarbeiter, davon etwa 80 in Lublin und einen Jahresumsatz in Höhe von über 20 Millionen Złoty.

## Honker
Honker ist die Automarke der DZT Tymińscy und firmiert seit 2012 eigenständig als Fabryka Samochodów HONKER. Die Firmengeschichte reicht bis Ende der 70er Jahre zurück (FSR). Seit 1998 wird der HONKER 4x4 als Nachfolger des Tarpan hergestellt, welcher auch vom polnischen Militär eingesetzt wird. Neben Geländewagen produziert das Unternehmen auch Kleintransporter bis 3,5 t unter dem Namen HONKER Cargo. Die heutigen HONKER 4x4 und HONKER Cargo erfüllen die EURO 5 Abgasnormen und sind in der ganzen EU zugelassen.
Im Jahr 2008 kaufte DZT Teile des Werkes von Fabryka Samochodów Ciężarowych (FSC), das die Produktion des Honker im Jahr 1996 übernommen hat.
Der Honker bei DZT Tymińscy
- 2008: Das Unternehmen DZT Tymińscy kauft die Produktionsanlagen und Rechte an Honker
- 2009: Beginn der Produktion von Honker
- 2011: am 3. Januar beginnt die Produktion des Fahrzeugs Honker Cargo (16. September 2010 Präsentation eines Prototyps)
- 2012: Beginn der Zusammenarbeit mit Janusz Kaniewski. Im September Änderung des alten Namens Fabryka Samochodów w Lublinie in Fabryka samochodów Honker w Lublinie
In der zweiten Jahreshälfte begann der Verkauf des DZT Honker Cargo
- 2016: Insolvenz.[1]

Die Geschichte der Modellreihe und eine Übersicht über die Modelle ist im Artikel Honker beschrieben.